# كرة القدم في الألعاب الأولمبية الصيفية 1996 – تصفيات السيدات
تنافست ثماني فرق في بطولة كرة القدم للسيدات في الألعاب الأولمبية الصيفية 1996. بالإضافة إلى الدولة المستضيفة، الولايات المتحدة، تأهلت سبع فرق أخرى للبطولة بناءً على نتائج كأس العالم للسيدات 1995.

## المنهجية
على عكس مسابقة الرجال، لم يكن هناك تخصيص ثابت لمقاعد المشاركة في البطولة النسائية. وبدلاً من ذلك، اُستخدم كأس العالم للسيدات 1995 كمسابقة أولية لتأهيل الفرق للمشاركة في أول بطولة أولمبية لكرة القدم للسيدات، والتي ضمت ثماني فرق. تأهل منتخب الولايات المتحدة تلقائياً للبطولة بصفته مستضيفاً، تاركاً سبع مراكز لتحديدها من خلال كأس العالم للسيدات. ورُتبت الفرق بناءً على نتائجها في البطولة، حيث تأهلت أعلى سبع فرق في الترتيب إلى الأولمبياد (باستثناء الولايات المتحدة ومنتخب إنجلترا، غير عضو في اللجنة الأولمبية الدولية)

## كأس العالم للسيدات 1995

### التأهل
تأهل اثنا عشر فريقاً إلى كأس العالم للسيدات 1995 في السويد بناءً على تخصيص مقاعد ثابت.
| الاتحاد                                            | المقاعد | البطولة                                                 | الفرق المتأهلة                         |
| -------------------------------------------------- | ------- | ------------------------------------------------------- | -------------------------------------- |
| الاتحاد الآسيوي لكرة القدم (آسيا)                  | 2       | كرة القدم في دورة الألعاب الآسيوية 1994 – بطولة السيدات | الصين · اليابان                        |
| الاتحاد الإفريقي لكرة القدم (أفريقيا)              | 1       | بطولة إفريقيا للسيدات 1995                              | نيجيريا                                |
| كونكاكاف (أمريكا الشمالية والوسطى ومنطقة الكاريبي) | 2       | بطولة كونكاكاف للسيدات 1994                             | كندا · الولايات المتحدة                |
| كونميبول (أمريكا الجنوبية)                         | 1       | كوبا أمريكا للسيدات 1995                                | البرازيل                               |
| اتحاد أوقيانوسيا لكرة القدم (أوقيانوسيا)           | 1       | بطولة اتحاد أوقيانوسيا للسيدات 1994                     | أستراليا                               |
| الاتحاد الأوروبي لكرة القدم (أوروبا)               | 5       | البلد المضيف                                            | السويد                                 |
| الاتحاد الأوروبي لكرة القدم (أوروبا)               | 5       | بطولة أمم أوروبا للسيدات 1995                           | الدنمارك · إنجلترا · ألمانيا · النرويج |

## ترتيب الفرق
رُتبت الفرق بناءً على الدور/المركز الذي وصلت إليه، ثم بناءً على النقاط وفارق الأهداف والأهداف المسجلة. وتُرتب الفرق المستبعدة في ربع النهائي وفقاً لفارق أهداف مباراة ربع النهائي. ووفقاً للاتفاقية الإحصائية في كرة القدم، تُحسب المباريات التي تُحسم في وقت إضافي على أنها انتصارات وهزائم، بينما تُعتبر المباريات التي تُحسم بركلات الترجيح تعادلاً.
| م  | مج | الفريق           | لعب | ف | ت | خ | أ.له | أ.ع | أ.ف | نقاط | التأهل                                                             |
| -- | -- | ---------------- | --- | - | - | - | ---- | --- | --- | ---- | ------------------------------------------------------------------ |
| 1  | B  | النرويج          | 6   | 6 | 0 | 0 | 23   | 1   | +22 | 18   | تأهل إلى بطولة كرة القدم في الألعاب الأولمبية الصيفية 1996 للسيدات |
| 2  | A  | ألمانيا          | 6   | 4 | 0 | 2 | 13   | 6   | +7  | 12   | تأهل إلى بطولة كرة القدم في الألعاب الأولمبية الصيفية 1996 للسيدات |
| 3  | C  | الولايات المتحدة | 6   | 4 | 1 | 1 | 15   | 5   | +10 | 13   | تأهل تلقائياً (المضيف)                                              |
| 4  | C  | الصين            | 6   | 2 | 2 | 2 | 11   | 10  | +1  | 8    | تأهل إلى بطولة كرة القدم في الألعاب الأولمبية الصيفية 1996 للسيدات |
| 5  | A  | السويد           | 4   | 2 | 1 | 1 | 6    | 4   | +2  | 7    | تأهل إلى بطولة كرة القدم في الألعاب الأولمبية الصيفية 1996 للسيدات |
| 6  | C  | الدنمارك         | 4   | 1 | 0 | 3 | 7    | 8   | −1  | 3    | تأهل إلى بطولة كرة القدم في الألعاب الأولمبية الصيفية 1996 للسيدات |
| 7  | B  | إنجلترا          | 4   | 2 | 0 | 2 | 6    | 9   | −3  | 6    | غير مؤهل (ليس عضوًا في اللجنة الأولمبية الدولية)                    |
| 8  | A  | اليابان          | 4   | 1 | 0 | 3 | 2    | 8   | −6  | 3    | تأهل إلى بطولة كرة القدم في الألعاب الأولمبية الصيفية 1996 للسيدات |
| 9  | A  | البرازيل         | 3   | 1 | 0 | 2 | 3    | 8   | −5  | 3    | تأهل إلى بطولة كرة القدم في الألعاب الأولمبية الصيفية 1996 للسيدات |
| 10 | B  | كندا             | 3   | 0 | 1 | 2 | 5    | 13  | −8  | 1    |                                                                    |
| 11 | B  | نيجيريا          | 3   | 0 | 1 | 2 | 5    | 14  | −9  | 1    |                                                                    |
| 12 | C  | أستراليا         | 3   | 0 | 0 | 3 | 3    | 13  | −10 | 0    |                                                                    |

## الفرق المؤهلة
| الفريق           | الاتحاد                     | تأهل بصفته                               | تأهل في        |
| ---------------- | --------------------------- | ---------------------------------------- | -------------- |
| الولايات المتحدة | كونكاكاف                    | مضيف                                     | 18 سبتمبر 1993 |
| النرويج          | الاتحاد الأوروبي لكرة القدم | فائز كأس العالم للسيدات 1995             | 9 يونيو 1995   |
| ألمانيا          | الاتحاد الأوروبي لكرة القدم | وصيف كأس العالم للسيدات 1995             | 9 يونيو 1995   |
| الصين            | الاتحاد الآسيوي لكرة القدم  | المركز الرابع في كأس العالم للسيدات 1995 | 9 يونيو 1995   |
| السويد           | الاتحاد الأوروبي لكرة القدم | المركز الخامس في كأس العالم للسيدات 1995 | 9 يونيو 1995   |
| الدنمارك         | الاتحاد الأوروبي لكرة القدم | المركز السادس في كأس العالم للسيدات 1995 | 10 يونيو 1995  |
| اليابان          | الاتحاد الآسيوي لكرة القدم  | المركز الثامن في كأس العالم للسيدات 1995 | 10 يونيو 1995  |
| البرازيل         | كونميبول                    | المركز التاسع في كأس العالم للسيدات 1995 | 10 يونيو 1995  |

### تفصيل حسب الاتحاد
لم تتمكن أي من الفرق من إفريقيا (الاتحاد الإفريقي لكرة القدم) أو أوقيانوسيا (اتحاد أوقيانوسيا لكرة القدم) من التأهل للبطولة الأولمبية.
| الاتحاد                     | الفرق المؤهلة |
| --------------------------- | ------------- |
| الاتحاد الآسيوي لكرة القدم  | 2             |
| الاتحاد الإفريقي لكرة القدم | 0             |
| كونكاكاف                    | 1             |
| كونميبول                    | 1             |
| اتحاد أوقيانوسيا لكرة القدم | 0             |
| الاتحاد الأوروبي لكرة القدم | 4             |

## روابط خارجية
- [بطولات كرة القدم الأولمبية 1996 للسيدات], FIFA.com